# Vittorio De Caprariis
Vittorio de Caprariis (Napoli, 3 settembre 1924 – Roma, 7 giugno 1964) è stato uno storico e giornalista italiano.

## Biografia
Di origini atripaldesi, seguì gli insegnamenti di Benedetto Croce e Adolfo Omodeo, collaborando all'Istituto italiano per gli studi storici, allora diretto dallo storico Federico Chabod.
Fondò a Napoli, con Francesco Compagna, la rivista Nord e Sud, con cui rilanciò le battaglie meridionaliste da una posizione laica. Fu redattore anche de Il Mondo di Pannunzio con lo pseudonimo di Turcaret.
Insegnò Storia delle dottrine politiche all'Università di Napoli e di Messina.
Alla sua figura è intitolato il Liceo scientifico della città di Atripalda ed una strada ad Avellino.
Sposò nel 1949 Lidia Croce (figlia di Benedetto Croce), dalla quale ebbe il figlio Giulio; dopo il divorzio sposò Alda Gabrieli, figlia dell'illustre arabista Francesco Gabrieli, da cui ebbe due figli.
Morì nel 1964, a 39 anni.

## Opere
- Le garanzie della libertà, Il Saggiatore, Milano 1966. Prefazione di Mario Pannunzio.
- Profilo di Tocqueville, Edizioni Scientifiche Italiane, Napoli 1962.
- Propaganda e pensiero politico in Francia durante le guerre di religione (1559-1572), Società Editrice Italiana, Napoli 1959.
- Scritti. Storia delle idee: da Socrate a Mann, vol. 1, a cura di Giuseppe Buttà, P&M, Messina 1985.
- Scritti. Storia delle idee: storici e storia, vol. 2, a cura di Giuseppe Buttà, P&M, Messina 1988.
- Scritti. Momenti di storia italiana nel ’900, vol. 3, a cura di Giuseppe Buttà, P&M, Messina 1986.
- Scritti. Politica e ideologia, vol. 4, a cura di Giuseppe Buttà, P&M, Messina 1992.
- Storia di un’alleanza. Genesi e significato del Patto Atlantico. Nuova edizione con l’aggiunta di altri saggi, a cura di Giuseppe Buttà, Gangemi, Roma 2006. Postfazione di Eugenio Capozzi.